# Alpha Centauri (album)
Alpha Centauri – drugi album zespołu Tangerine Dream, wydany w marcu 1971. 
Drugi album Tangerine Dream, Alpha Centauri, był pierwszym albumem zespołu, mieszczącym się w nurcie muzyki elektronicznej. Lider zespołu, Edgar Froese, określił muzykę na nim zawartą jako "muzyka kosmiczna". Zwrot ku tego rodzaju muzyce zespół zawdzięczał wykorzystaniu elektronicznych instrumentów klawiszowych. W tym samym roku ukazał się singel "Ultima Thule"; w reedycjach albumu po 2004 roku dołączany do Alpha Centauri.
W porównaniu do pierwszego albumu zmienił się znacznie skład zespołu; do Edgara Froesego dołączyli: późniejszy wieloletni członek i współ-lider Christopher "Chris" Franke oraz Steve Schroyder, który rozstał się z zespołem po nagraniu "Alpha Centauri"(przy kolejnym albumie wziął tylko gościnny udział).

## Lista utworów
Wszystkie utwory napisane przez Tangerine Dream.
| 1. | "Sunrise in the Third System"                                             | 4:21  |
|    |                                                                           |       |
| 2. | "Fly and Collision of Comas Sola"                                         | 13:23 |
|    |                                                                           |       |
| 3. | "Alpha Centauri"                                                          | 22:04 |
|    |                                                                           |       |
| 4. | "Ultima Thule, Part One" (2002 Sanctuary release, 2004 Arcàngelo release) | 3:24  |
|    |                                                                           |       |
| 5. | "Ultima Thule, Part Two" (2004 Arcàngelo release)                         | 4:09  |
|    |                                                                           |       |
|    |                                                                           | 47:21 |
|    |                                                                           |       |

## Skład zespołu
- Edgar Froese – gitara, instrumenty klawiszowe, syntezatory, ekspres do kawy, efekty dźwiękowe
- Steve Schroyder – syntezatory, głos, efekty dźwiękowe, metalowe pałeczki
- Christopher Franke – syntezatory, perkusja, instrumenty perkusyjne, flet, cytra, fortepian.

W nagrywaniu albumu udział wzięli także Udo Dennenbourg oraz Roland Paulick.